# کولی خفته
کولی خفته (انگلیسی: The Sleeping Gypsy) یک نقاشی رنگ روغن از نقاش هنرمند پسادریافتگرای فرانسوی آنری روسو است که در سال ۱۸۹۷ طرح گردید، این اثر هنری یک تصویر شگفت‌انگیز از یک شیر متفکر بر بالین یک زن کولی خفته در یک شب مهتابی است
این اثر روسو برای اولین بار در سیزدهمین سالن نقاشی انجمن هنرمندان مستقل به نمایش گذاشته شد و تلاش ناموفقی برای فروش آن به شهرداری محلی صورت گرفت با این احوال وارد مجموعه‌ای خصوصی از یک تاجر زغال چوب در پاریس گردید و تا سال ۱۹۲۴ که توسط منتقد هنری لوئیس ووسل کشف گردید در همان مکان قرار داشت، هنگامی که این نقاشی و ارزش آن توسط ووسل کشف گردید، یک فروشنده آثار هنری در پاریس به نام دانیل-هنری کاموایلر نقاشی را در سال ۱۹۲۴ خریداری کرد، مدت زمانی هم بر سر اصلی یا جعلی بودن اثر مناقشاتی در گرفت و در نهایت با تایید اصالت توسط آلفرد اچ. بار پسر، صلاحیت قرار گرفتن در موزه هنر مدرن نیویورک را به‌دست آورد